# Tabula Rasa (jeu vidéo)
Pour les articles homonymes, voir Tabula rasa.
Tabula Rasa est un jeu vidéo de type MMORPG édité par la société NCSoft et développé par la société Destination Games fondée par Richard Garriott, le père fondateur d'Ultima Online. L'abréviation TR est admise pour le désigner. 
Le jeu se déroule dans un futur relativement proche, mais dans un univers différent, un univers de science-fiction.
Le 21 novembre 2008, les développeurs annoncent la fermeture des serveurs de Tabula Rasa, prévue pour le 28 février 2009.  Cette décision fut le début d’une longue bataille judiciaire entre l’éditeur et le créateur du jeu que ce dernier finira par gagner.

## Présentation
Tabula Rasa amène les joueurs au milieu des lignes de front d'une guerre épique entre une race alien xénophobe (l'Engeance) avide de conquête galactique, et l'Alliance des Forces Séditieuses (AFS) qui tente désespérément de les arrêter.
L’Engeance envahit la planète Terre afin de s’emparer de ses ressources. 5 jours ont suffi pour que la Terre soit totalement envahie par ces êtres belliqueux. Cependant, une race d'aliens bienfaitrice appelée les Eloh avait laissé leur technologie avancée aux humains, qui permit à un petit groupe d’humains, choisis pour leurs aptitudes, d’apprendre et d’utiliser la puissance de cette technologie et de s’enfuir. 
Ces réfugiés s’échappèrent sur des mondes extraterrestres et créèrent, avec certaines des races de ces mondes extra-terrestres, l’Alliance des Forces Séditieuses pour s'entrainer à combattre l’Engeance.  Sur ces mondes, ils y trouvèrent des alliés, d’autres créatures intelligentes (Les Foréen et Brann par exemple, ainsi que d'autres humains tel la caste des Cormans) se battant pour leur survie contre les terribles troupes de l’Engeance.
Le joueur joue donc un soldat humain ou hybride (ADN Humain mélangé à celui des Foréen, Brann ou Thrax à la suite de l'accomplissement de certaines quêtes) de l'AFS et peut choisir l'aspect, le nom et le prénom de son personnage. Ceci fait, il débute en tant que recrue et peut disposer d'une variété d'armes et armures futuristes, d'outils de démolition et de pouvoirs mystiques appelé "Logos", vestige de la technologie des Elohs.

## Système de jeu

### Principe général
Combinant l'immersion d'un jeu de rôle et l'action d'un jeu de tir, Tabula Rasa amène le joueur dans une aventure intergalactique où tout le monde a la possibilité d'avoir un impact significatif sur le déroulement global de la guerre.
Tabula Rasa reprend les caractéristiques classiques d'un MMORPG : nombreuses quêtes, univers assez étendu divisé en plusieurs cartes délimité en zones de niveau, et finalement, en zones instanciées. Ces dernières permettent à un groupe plus ou moins important (de 1 à 6 joueurs) de se retrouver seuls dans une partie du monde et de se mesurer à plusieurs ennemis plus forts, voire à une armée d'ennemis, mais aussi de combattre des "boss" plus difficiles à vaincre.
Le principe général consiste à effectuer des quêtes ainsi qu'à combattre sur les champs de bataille, ainsi que dans l'attaque ou défense de bases. Tuer des monstres et faire des quêtes rapporte de l'expérience. Au bout d'un certain nombre de points d'expérience gagnés, le joueur gagne un niveau. Il obtient alors des points de caractéristiques (corps, intellect, volonté), et de compétences (arme à feu, armure, compétences, etc.) qu'il peut distribuer à sa guise. Outre l'expérience, les quêtes récompensent également le joueur en équipement possédant des caractéristiques permettant l'amélioration du personnage.
Tabula Rasa n'est pas un MMOFPS mais un MMORPG adoptant des caractéristiques des MMOFPS. Par exemple on vise comme dans un MMOFPS, mais l'habileté du joueur n'est pas la seule donnée prise en compte, les caractéristiques et compétences du personnage jouant également un grand rôle comme dans les MMORPG classiques.

### Points particuliers

#### Choix de carrières
Dans la plupart des autres MMORPG, on doit choisir dès le départ sa "classe" de personnage (i.e sa profession). Dans Tabula Rasa, tous les joueurs partent d'une même base : la "Recrue". Puis au niveau 5, le joueur peut se spécialiser en "Combattant" ou en "Spécialiste". Ces deux options donnent chacune accès à une branche spécifique, avec un second choix de spécialisation au niveau 15 : les combattants peuvent devenir "Commando" ou "Éclaireur", et les techniciens optent pour le "Sapeur" ou le "Bio-technicien".
Enfin, au niveau 30 a lieu une ultime spécialisation en "Grenadier" ou "Sentinelle" (commandos), "Tireur d'élite" ou "Espion" (éclaireurs), "Artificier" ou "Ingénieur" (sapeurs), "Médecin" ou "Exobiologiste" (bio-techniciens).
Chaque embranchement apporte son lot de nouvelles aptitudes et de compétences.
La progression des personnages s'arrête actuellement au niveau 50.

#### Système de clonage
Une fois arrivé à chacun des embranchements précités et en accomplissant certaines missions, le joueur gagne des "crédits de clone" qui permettent de cloner son personnage. Le clone garde le même le niveau que l'original, mais permet de redistribuer tous les points de compétences et caractéristique et permet également de faire suivre un chemin différent au clone (Ex: Faire un Commando avec le premier personnage et un Éclaireur avec le clone), ce qui évite d'avoir à toujours recommencer du début. La classe du personnage reste la même que lors du clonage (si l'original était un éclaireur, le clone le sera aussi). Il est également possible de changer entièrement l'apparence du clone par rapport à l'original.
Des crédits de clones peuvent aussi être obtenus en réalisant certaines quêtes.

#### Points de contrôle
Un point de contrôle est un avant poste de l'AFS ou de l'Engeance. Ces avant-postes sont susceptibles d'être contrôlés par l'un ou l'autre des deux camps : il se met alors en place une stratégie d'attaque ou de défense de ces avant-postes. On peut par exemple commencer une quête dans cet avant poste, mais au retour, celui-ci aura changé de camp : il faut alors participer à la reprise de l'avant-poste pour pouvoir terminer sa quête. Ce dynamisme permet au joueur de réellement s'impliquer dans la bataille entre l'AFS et l'Engeance. L'attaque et la défense de base apporte des récompenses (actuellement des objets d'ingénierie et à la suite d'une future mise à jour la possibilité de faire une respécialisation de ses caractéristiques ou compétences sans devoir cloner).

## Marketing et évolution

### Edition
Le jeu est publié sur sous deux formats : une édition classique, et une édition collector.
Chaque exemplaire comprend un mois d'abonnement. Son prix est de 44,99 € (29,99 € à 44,99 € en magasin) pour l'édition classique et de 69,99 € pour l'édition collector.
L'édition collector est constituée du jeu complet sur un DVD, d'un mois d'abonnement au jeu offert, d'un DVD du "making of" de Tabula Rasa, d'un familier non combattant disponible en jeu :Roboo, de quatre schémas de teintures exclusifs pour personnaliser son armure avec des couleurs uniques, d'une emote exclusive pour son personnage, d'une lettre de bienvenue de la part de Richard Garriott, d'une pièce de défi militaire en métal, d'un jeu de plaques d'identification Tabula Rasa, d'un poster en couleur au format A2 (59,4 x 42 cm), d'un manuel militaire de l'AFS et de 7 illustrations recto-verso.

### Abonnement
Le jeu, comme la plupart des MMORPG, nécessite un abonnement. Le joueur a le choix entre trois plans d'abonnement : 
- Un mois d'abonnement : 12,99 €
- Trois mois d'abonnement : 34,99 €  (soit 11,66 € par mois)
- Six mois d'abonnement : 64,99 €  (soit 10,83 € par mois)

Des cartes prépayées sont aussi disponibles avec un numéro à gratter au verso.

### Accueil
GameSpy a accordé une note de 4/5 étoiles, Eurogamer a lui donné 8 sur 10. Le système de combat et les mécanismes de sauvegarde de classe a été considéré comme novateur et permettant des expérimentations des joueurs, mais des soucis techniques, un artisanat trop compliqué et un mécanisme de vente inadapté ont été signalé.

### Fermeture
Le 11 novembre 2008, une lettre ouverte aux joueurs, écrite par NCSoft, annonce le départ de Richard Garriott de NCAustin et du jeu. 10 jours après, les développeurs annoncent la fin de gestion du jeu au 28 février 2009 à cause de la faible population en jeu, confirmée ensuite par NC Soft en indiquant que les serveurs ferment le dit 28 février. Le jeu devient gratuit début janvier 2009 jusqu'à sa fermeture. 
En 2009, Richard Garriott poursuit NCSoft pour son éviction du jeu et les pertes liées aux stock options, et réclame 24 millions de dollars en compensation. La Cour de district d'Austin condamne en 2010 NCSoft, et accorde une compensation à Richard Garriott à hauteur de 28 millions de dollars, décision confirmée  en octobre 2011 par la Cour d'appel des États-Unis de la cinquième circonscription.